# Jean Chazal
Jean Chazal de Mauriac, né le 4 juin 1907 au Puy (devenu Le Puy-en-Velay en 1988) et mort le 2 avril 1991 à Nice, est un homme de justice français.

## Biographie
Son père, Jules Chazal de Mauriac, fut président du Tribunal de grande instance de Clermont-Ferrand. En 1931, tout comme son père avant lui, il embrasse la carrière judiciaire dans divers tribunaux en Auvergne et sera procureur à Nevers.
Appelé en 1942 par le secrétaire d'État à la Famille et à la Santé, Raymond Grasset, il a été l'un des principaux rédacteurs de l'ordonnance de 1945.
En 1943, il est nommé chargé de mission pour l'enfance déficiente et en danger moral auprès du ministère de la Santé.
Il devient, en 1945, l'un des premiers Juge des enfants, fonction qu'il occupera au tribunal de la Seine.
Il sera l'un des principaux théoriciens de la justice des mineurs.
En 1947, il est membre d'une commission consultative sur l'enfance délinquante et socialement inadaptée, constituée au sein de l'UIPE (Union internationale de protection de l'enfance, crée en 1946 à Genève) avec notamment Dominique Riehl.
Dès 1950, il va permettre la mise en place de l’un des premiers foyers de semi-liberté à Vitry-sur-Seine.
Ami de Gilbert Cesbron, ce dernier s'inspirera de lui pour créer le personnage du juge dans son livre Chiens perdus sans collier paru en 1954.
En 1957, il entre à la cour d'appel de Paris comme conseiller.
Il est fait officier de la Légion d’honneur en 1960.
En 1966, il devient conseiller à la Cour de Cassation de Paris jusqu’à sa retraite en 1977.
Chazal meurt en 1991. Ses cendres sont déposées au columbarium du Père-Lachaise (case no 15368).

## Publications
- Les enfants devant leurs juges, Paris, Éditions familiales de France, 1946, 112 p.
- Études de criminologie juvénile, Paris, PUF., 1952, 136 p.
- L'enfance délinquante, Paris : PUF, 1953, 115 p.
- Les droits de l'enfant, Paris : PUF, 1959, 120 p.
- Les enfants et les adolescents socialement inadaptés, Paris, Éditions Cujas, 1958.
- Déconcertante jeunesse, Paris : PUF, 1962, 122 p.
- Les magistrats, Paris: Grasset, 1978, 307 p.  (ISBN 978-2246006619).
- (sous la direction de), Éducation en milieu ouvert, coll. « CTNEHRI », 1982  (ISBN 978-2-902402-47-2)

## Distinctions
- Officier de la Légion d'honneur (1960)

## Pour approfondir